# Place du Vieux-Marché-aux-Chevaux
La  place du Vieux-Marché-aux-Chevaux est un espace public urbain de la commune de Lille dans le département français du Nord en région Hauts-de-France.

## Situation et accès
La place  Vieux-Marché-aux-Chevaux est située dans le quartier de Lille-Centre en bordure de la rue du Molinel  à l’est, et de la place de Béthune à l’ouest. Elle donne accès à la rue du Court-Debout au nord. 
Elle est desservie par la station République - Beaux-Arts de la Ligne 1 du métro de Lille.

## Origine du nom
La place tire son nom d’un marché aux chevaux établi en 1608 qui disparait en 1841.

## Historique
La place est ouverte lors de l’agrandissement de Lille au sud-ouest en 1603-1607 qui remplace la porte du Molinel située à l’angle de la rue du Molinel et de la rue de l’ABC (actuelle rue de la Riviérette) par la porte Notre-Dame dont l’emplacement était entre les actuelles places de Béthune et Richebé.
La place  est dévastée avec les voies environnantes lors des bombardements du siège de 1914. Les bâtiments de son côté ouest datent de la reconstruction des années 1920. Les maisons des numéros 13 à 17 ont été épargnées.

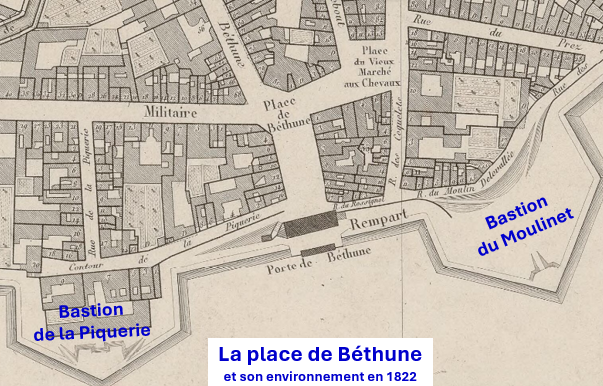
Place du Vieux Marché aux chevaux et son environnement en 1822
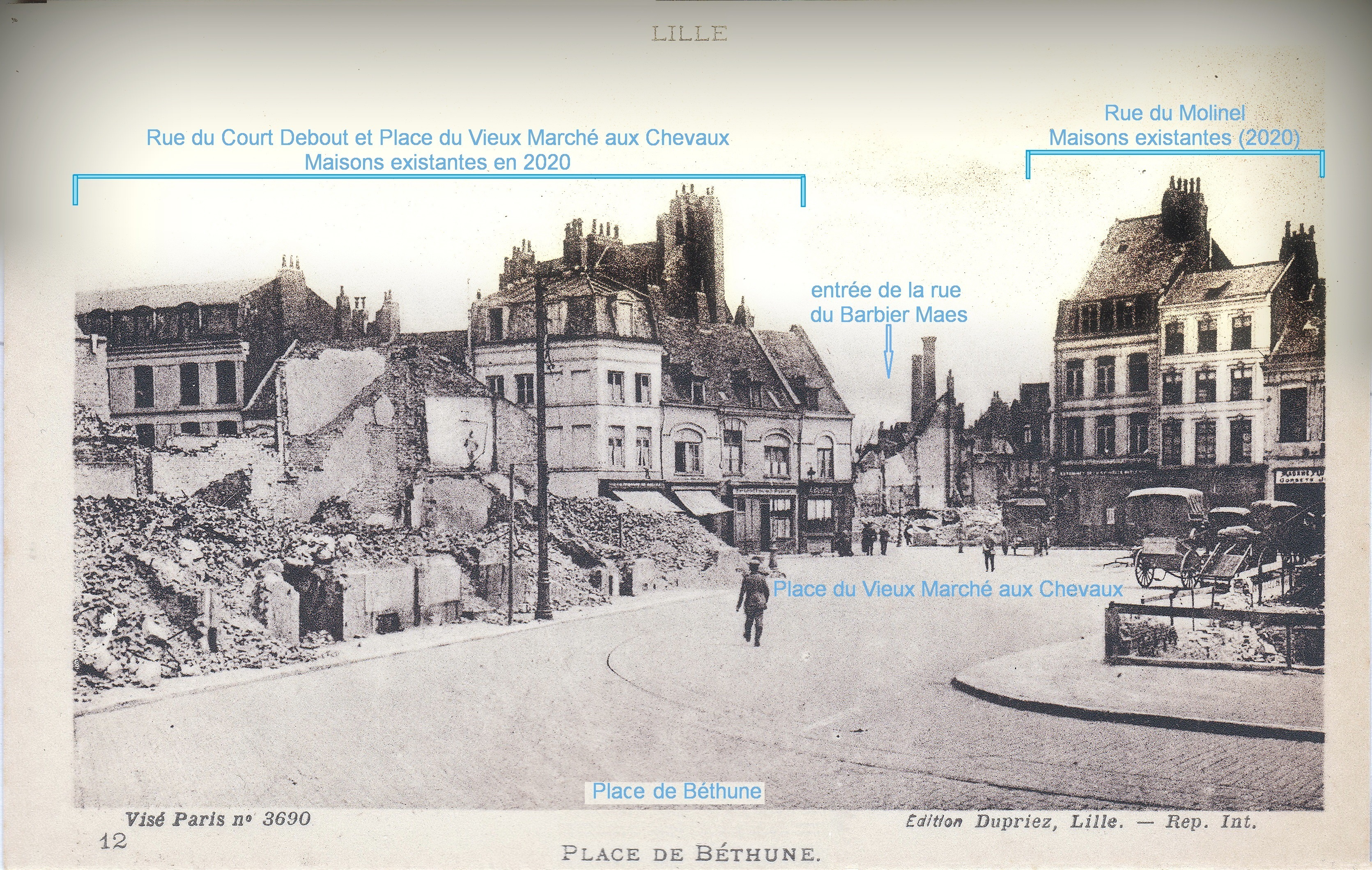
Destructions de 1914 de la place et de ses environs

## La place du Vieux-Marché-aux-chevauxXXIesiècle
La place est en grande partie un espace piétonnier en bordure de la rue du Molinel.

## Bâtiments remarquables et lieux de mémoire
Les maisons des numéros 9 au 17 qui datent du début du XVIIe siècle dont 2 sont de style lillois à arcures sont inscrites à l'inventaire supplémentaire des monuments historiques depuis 1979.

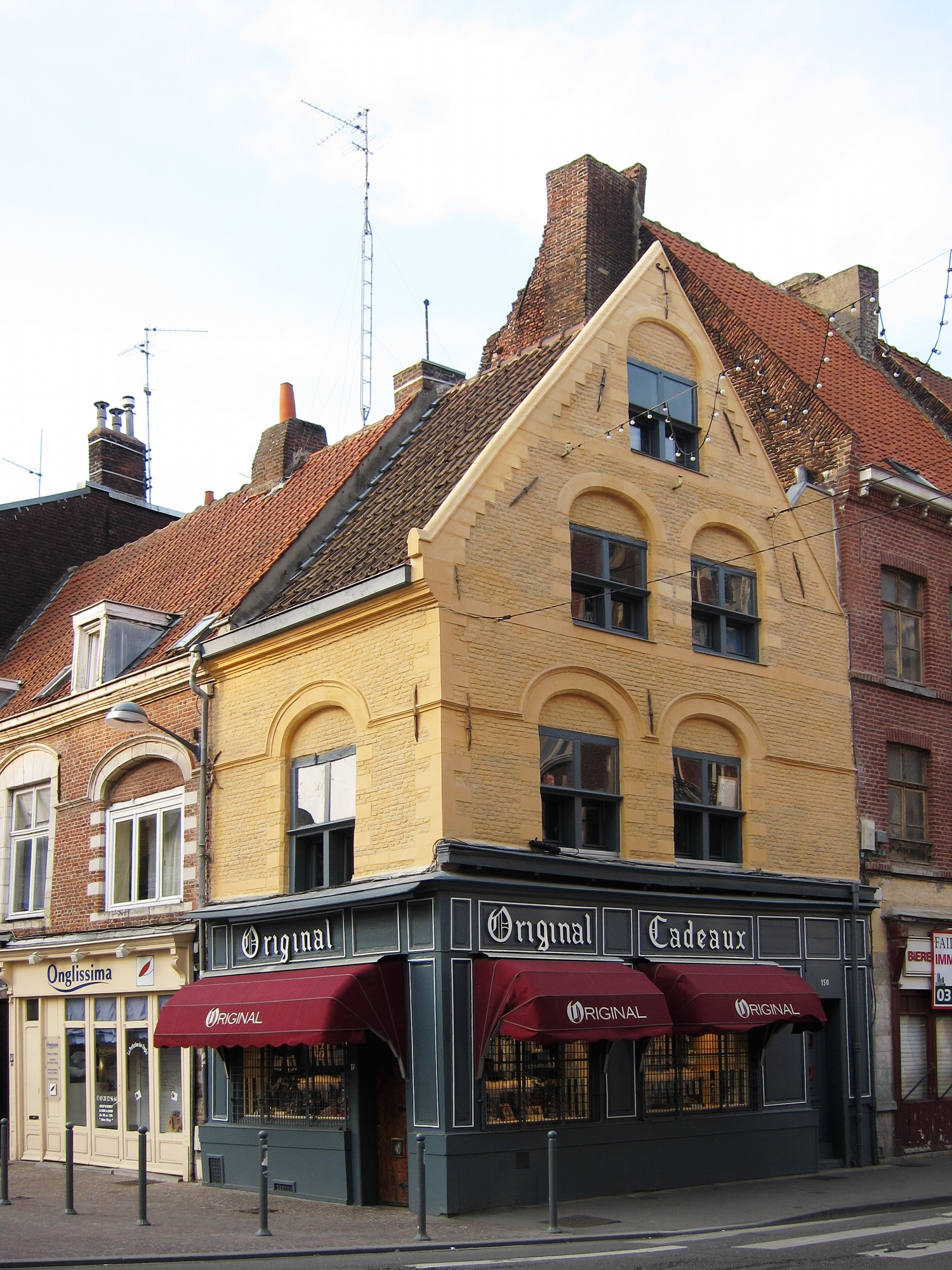
Maison à l’angle de la rue du Molinel
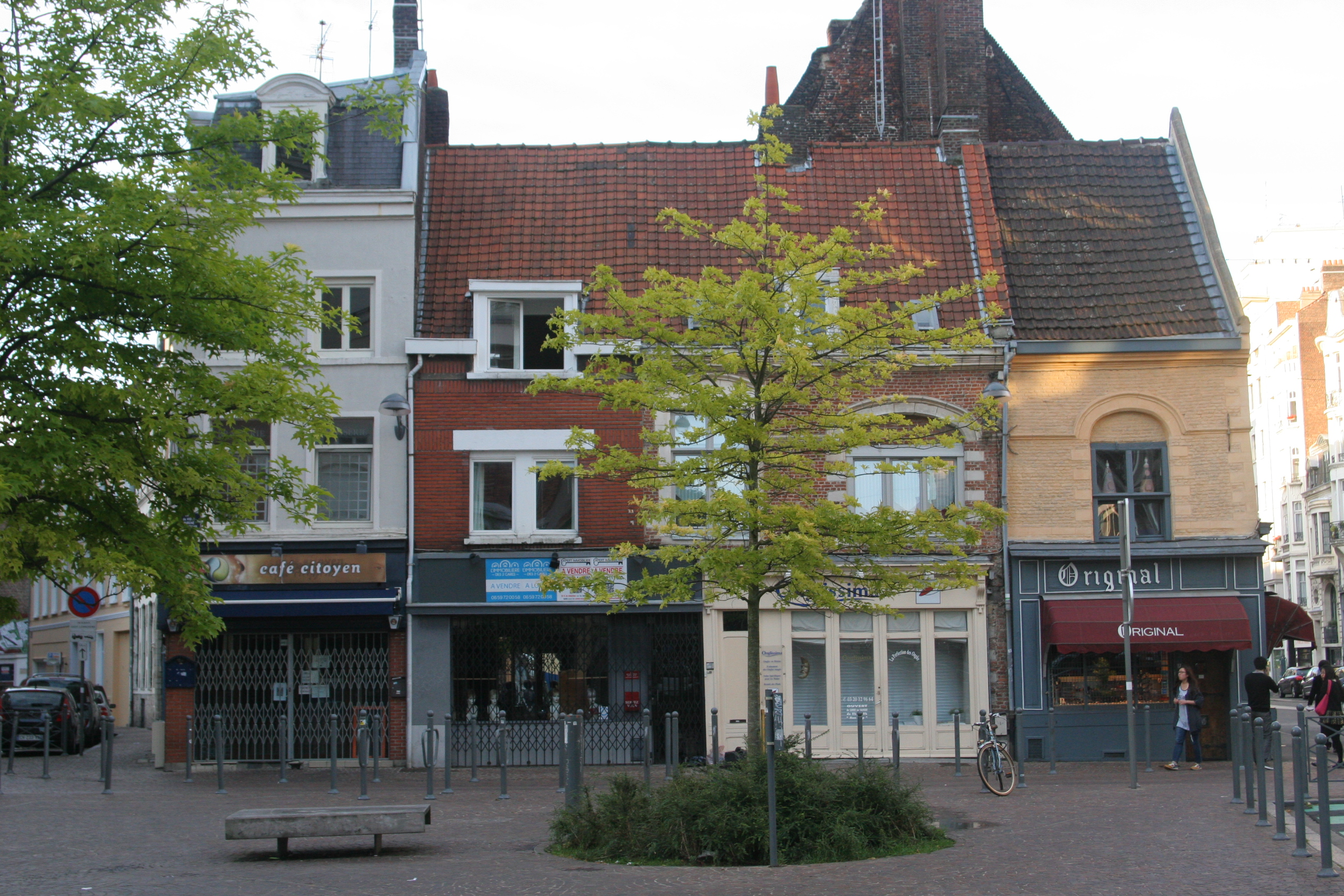
Maisons des 9 au 17